# Mauree Turner

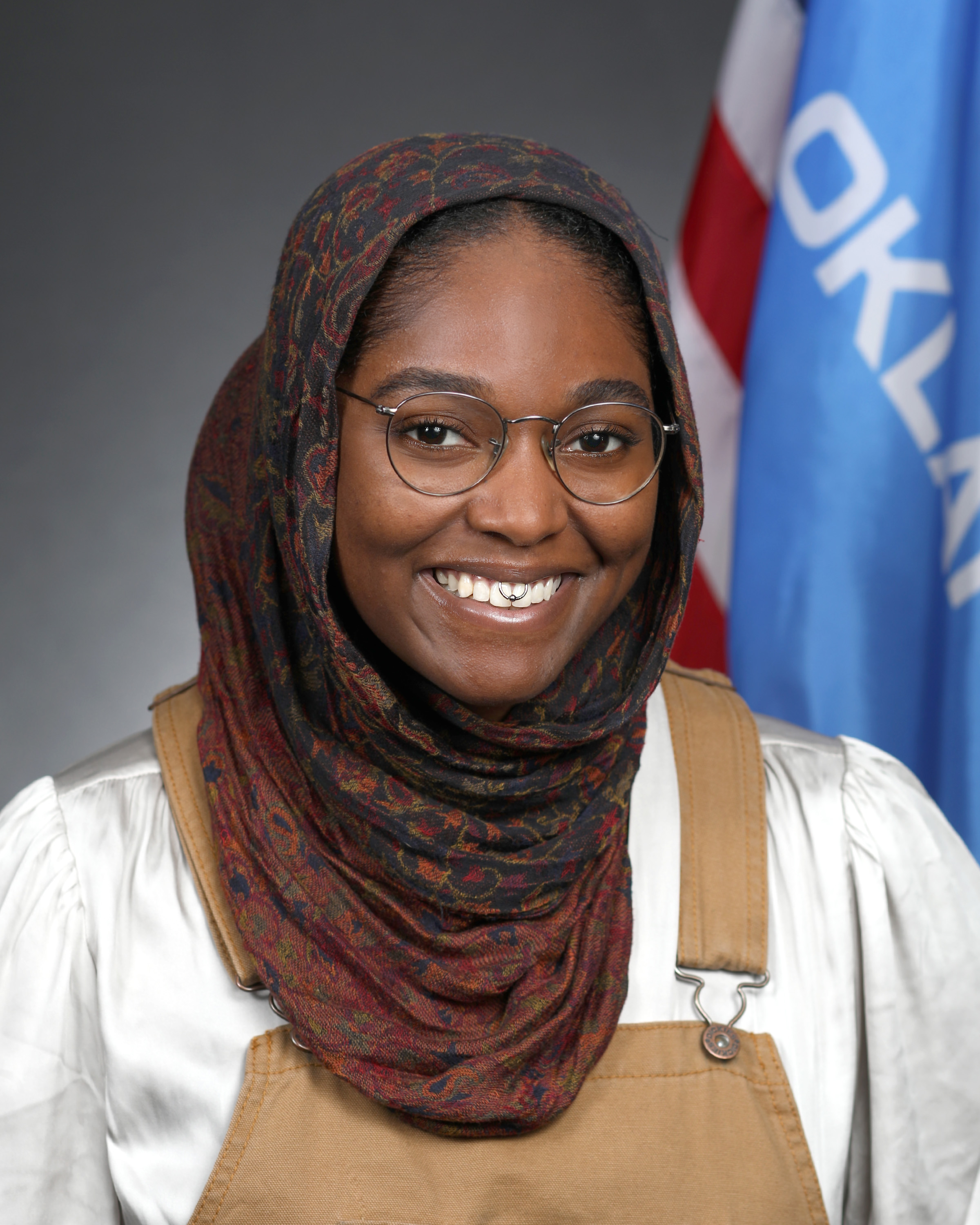
Mauree Turner (2020)

Mauree Nivek Rajah Salima Turner (geboren 1993 in Ardmore, Oklahoma) ist US-amerikanischer Nationalität und aktivistisch sowie in der Politik tätig. Turner vertritt die Demokratische Partei in den Vereinigten Staaten und wurde am 4. November 2020 in das Repräsentantenhaus von Oklahoma gewählt. Damit ist Turner die erste Person in der Geschichte der Vereinigten Staaten, die für sich eine nichtbinäre Geschlechtsidentität in Anspruch nimmt, und die als erste muslimische Person aus Oklahoma in ein gesetzgebendes Gremium gewählt wurde. Mit dieser Wahl gehört Turner als Vertretung des 88. Wahldistrikts von Oklahoma der Legislative dieses Bundesstaates der USA an.

## Leben
Mauree Turner wuchs in Oklahoma mit der alleinerziehenden Mutter auf und wurde in der Familie durch Muslime und Baptisten geprägt. Der Vater war den größten Teil von Turners Kindheit im Gefängnis, die Mutter versuchte mit drei Jobs über die Runden zu kommen. Überzeugt, einen Beitrag leisten zu müssen, damit die Welt eine Bessere werde, habe sich die Mutter in der AIDS-Aufklärung und in der LGBT-Bewegung engagiert. In Kindertagen habe Turner durch die eigene Andersartigkeit viel kämpfen müssen, hoffe aber, nachfolgenden Generationen ein Vorbild sein zu können, berichtete die Tageszeitung The Oklahoman nach Turners Wahl. Wegen des Vaters habe Turner Probleme mit der hohen Inhaftierungsrate in Oklahoma und setze sich auch hier für Veränderung ein.
Mitte 2021 änderte Turner auf der eigenen Website und auf Twitter die Angabe der Pronomen von weiblich she/her („sie/ihr“) zum geschlechtsneutralen they, das im Englischen für nichtbinäre Personen verwendet wird (im Deutschen nicht übersetzbar).
Als gläubige muslimische Person trägt Turner einen Hidschāb.

## Wirken
Gegenüber der Washington Post gab Turner an, sich eigentlich nicht für Politik zu engagieren, habe aber einsteigen müssen, weil ein weißer Cis-Mann nie die Interessen von Turners Gruppe verstehen und vertreten würde. Turner sei bei der Aufstellung von den beiden Politikerinnen Elizabeth Warren und Ilhan Omar unterstützt worden.
Turner arbeitet mit verschiedenen Organisationen zusammen, die sich um Rassengerechtigkeit, Religionsfreiheit und die Rechte der LGBTQ-Gruppen bemühen und sich mit reproduktiven Fragen in diversen Zusammenhängen befassen. Dabei untersucht Turner die Geschichte der amerikanischen Strafjustiz im Hinblick auf seine Auswirkungen auf Menschen verschiedener Hautfarbe. Turner hat sich der American Civil Liberties Union (ACLU) angeschlossen und kämpft für die Bürgerrechte, insbesondere von Immigranten.
Die Wahl am 4. November kommentierte Turner laut CNN mit den Worten: „The future is now“ (deutsch: Die Zukunft ist jetzt). Gewonnen hatte Turner mit einem Stimmenanteil von 71 %. Annise Parker – von 2010 bis 2016 in Houston erste homosexuelle Bürgermeisterin einer amerikanischen Großstadt – erklärte, Turner würde nicht-binären Menschen Mut machen, sich für ein öffentliches Amt wählen zu lassen.
Die Washington Post betonte, Turner sei nun die ranghöchste nicht-binäre Person mit Beamtenstatus des Landes. Im Interview erklärte Turner mithilfe einer Metapher, dass die durch die eigene Person vertretenen Menschen vom Gesetz nicht wirklich gesehen würden, weshalb es nicht nur darum gehe, einen Platz am Tisch zu erobern, sondern einen neuen Tisch aufzustellen.
Neben vielem Anderen setzt sich Turner für eine Reform des Gefängnissystems der Vereinigten Staaten ein, weil die Gefängnisse bisher eher auf Rache und Bestrafung beruhen, anstatt auf Rehabilitation und damit auf eine Wiedereingliederung der Inhaftierten zu setzen. Überdies möchte Turner Einfluss auf die öffentliche Erziehung, das Lohnsystem mit einem staatlich garantierten Mindestlohn und ein integratives Gesundheitssystem gewinnen, wie auch auf der Internetplattform von CAIR, dem Council on American-Islamic Relations berichtet wird.
CAIR ist der Rat für amerikanisch-islamische Beziehungen, eine islamische Bürgerrechtsorganisation mit Sitz in Washington, D.C., deren Vorstandsmitglied Turner war. Dort hat Turner sich für eine Justizreform unter dem Namen Campaign for Smart Justice eingesetzt.
Turner nutzt die sozialen Netzwerke und hat beispielsweise bei Twitter etwa 29.000 Follower (Stand: Dezember 2021).